# Via Ghibellina
Via Ghibellina è una delle vie più lunghe del centro storico di Firenze e si diparte dritta dal fianco del palazzo del Bargello, proprio da davanti alla Badia Fiorentina, fino ai viali di circonvallazione che sorgono al posto delle antiche mura, dove sorge il complesso de le Murate. Numerosi sono i monumenti che si affacciano sulla via.

## Storia
Anticamente la via terminava con la cerchia delle mura del XII secolo, all'altezza dell'odierno Teatro Verdi, dove non esisteva una porta, quindi era una strada chiusa. Si chiamava via del Palagio del Podestà, per via della residenza podestarile. Solo nel 1261 il podestà di allora, Guido Novello Guidi, vicario di re Manfredi, decise di aprire una porta in corrispondenza dello sbocco della via, come comodo accesso verso i suoi possedimenti feudali a Poppi. Decise di chiamare il nuovo varco "Porta Ghibellina" in onore della vittoria nella battaglia di Montaperti del 1260. In seguito la denominazione passò alla strada, e solo nel 1862 venne estesa per tutta la lunghezza odierna.
Come consueto, in epoca più antica la via era divisa in più tratti, che andavano da canto a canto, facilitando la ricerca delle abitazioni in un periodo in cui non esistevano i numeri civici. Dal Bargello alla ex-porta Ghibellina (nel frattempo ridenominata dopo la battaglia di Benevento e la cacciata dei ghibellini "Porta Guelfa" e demolita con l'ultimo ingrandimento delle mura), ovvero all'attuale via Verdi, si chiamava dunque via del Palazzo del Podestà, poi, fino a via de' Macci via Ghibellina, e seguiva infine un tratto, fino alle mura, chiamato di San Giuliano dal nome della chiesa di San Giuliano dei Librai. L'ultimo tratto fu chiamato anche via de le Murate.

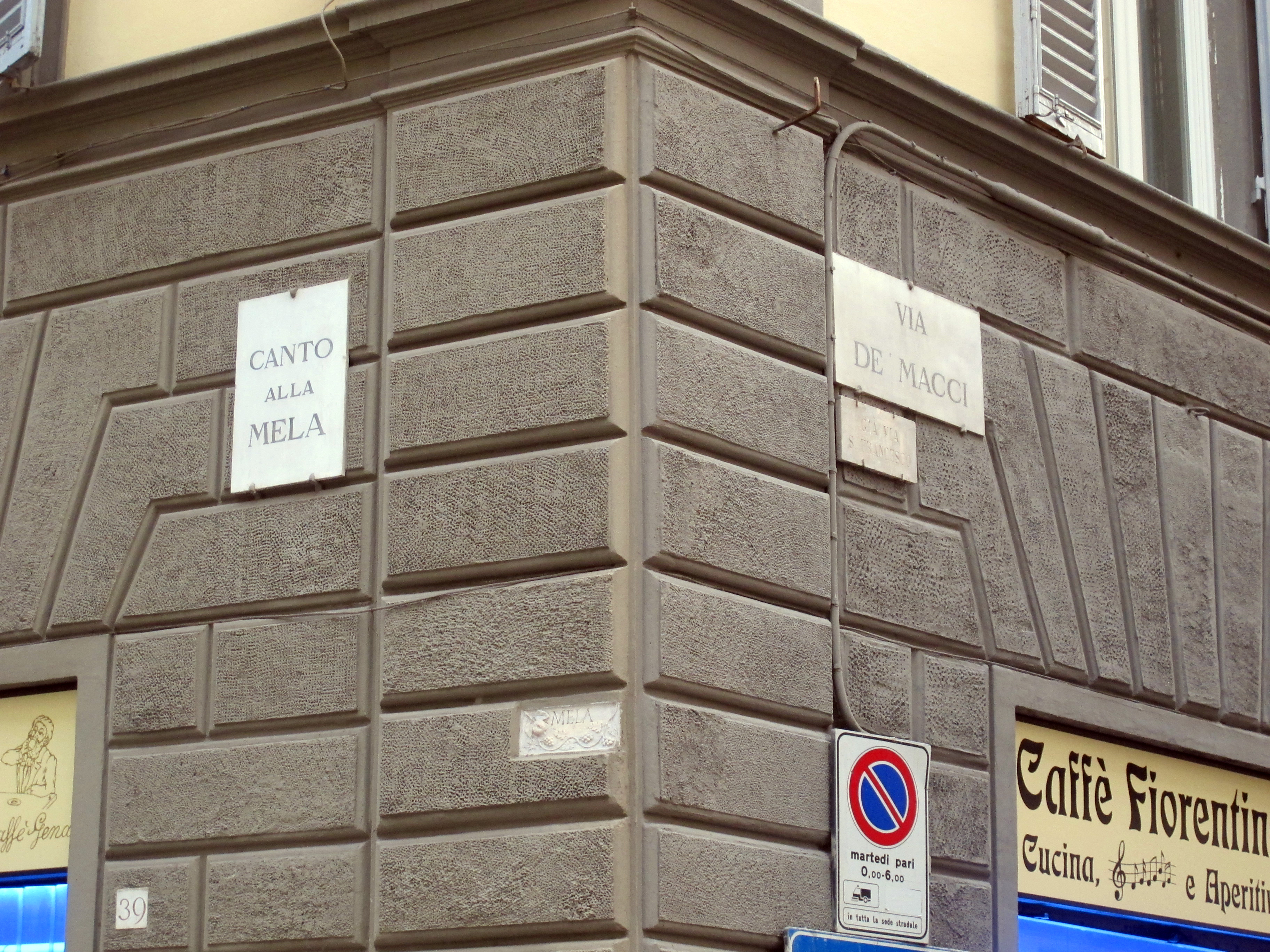
Il Canto alla Mela

La storia della strada ha anche un passato cupo, quando era percorsa per un lungo tratto dai condannati a morte che dal Bargello, la sede della polizia e dei tribunali, venivano accompagnati al carcere delle Stinche (sul sito dell'attuale Teatro Verdi), e, in caso di condanna a morte, fuori dalle mura, passando anche per via San Giuseppe, fino alla "Porta alla Giustizia", presso la torre della Zecca, dove c'era la forca per le esecuzioni. Su questa strada dopotutto, al numero 69, abitava anche il boia. Per dare conforto ai condannati lungo tutto il percorso furono eretti una serie di grandi tabernacoli, come il tabernacolo delle Stinche, dipinto da Giovanni da San Giovanni (1616). Dopo la chiusura del carcere, la zona penitenziaria si spostò di alcuni isolati più a est, nel complesso delle Murate, nell'ex monastero di Santa Verdiana e in quello di Santa Teresa.
Alla fine del Quattrocento risiedette in via Ghibellina, nel tratto fra via della Rosa e via de' Pepi, ser Piero da Vinci col giovane figlio Leonardo: delle case antiche non v'è oggi più traccia, sostituite in ultimo da una palazzina con decori di gusto liberty.
A metà del Cinquecento la strada, presso il Canto degli Aranci (incrocio con via Verdi) fu sede di un fatto di sangue, quando il brutale Troilo Orsini, incaricato di sorvegliare la moglie del cugino Paolo Giordano, Isabella de' Medici, vi uccise il paggio Lelio Torelli da Fano, sospettato di avere una tresca con la donna. Pochi anni dopo la stessa Isabella venne assassinata dal marito, nella villa di Cerreto Guidi.
Il conferimento del nome di via Ghibellina all'intera arteria fu deliberato dal Magistrato dei Priori nell'agosto del 1862.
Durante il periodo di Firenze Capitale, in questa via aveva sede l’Ambasciata Russa in Italia.
La strada fu alluvionata nel 1966 e molti degli edifici della zona hanno dovuto subire lunghi restauri prima di essere di nuovo agibili.

## Descrizione
La via corre dal viale della Giovine Italia a via del Proconsolo, all'altezza del palazzo del Bargello (canto al Bargello) e della Badia Fiorentina, traversando l'intero quartiere di Santa Croce e sviluppandosi per poco meno di un chilometro (961 m). Si innestano lungo il suo tracciato: via delle Casine, via delle Conce, via de' Macci, borgo Allegri, via San Cristofano, via delle Pinzochere e via Michelangelo Buonarroti, via de' Pepi, via Giovanni da Verrazzano e via Rosa, via Giuseppe Verdi, via dell'Isola delle Stinche e via Matteo Palmieri, via del Crocifisso, via delle Seggiole, via dell'Acqua e via de' Giraldi.
Data la sua lunghezza è difficile riconoscerle un carattere unitario, per cui in alcune zone prevale quello commerciale, in altre quello residenziale. Si tratta tuttavia di una arteria che ancora svolge un ruolo fondamentale per l'attraversamento veicolare della città, con traffico unidirezionale, dal centro verso i viali, con un lato destinato alla sosta dei veicoli. Anche la zona più esterna, dopo la restituzione alla città del vasto complesso delle Murate a lungo adibito a istituto carcerario maschile, è tornata in tempi recenti ad essere più frequentata. La pavimentazione è ancora a lastrico per il tratto da via Giuseppe Verdi ai viali. La strada, per suoi palazzi e per le molte memorie che conserva, è comunque da considerarsi per l'intera sua estensione di eccezionale interesse storico e artistico.

### Edifici
I numeri pari sono sul lato nord, quelli dispari sul lato sud. Come in tutte le strade di Firenze pressoché parallele all'Arno, procedono con la stessa direzione del fiume, da monte (est) a valle (ovest).
| Immagine | N°                         | Nome                                  | Descrizione |
| -------- | -------------------------- | ------------------------------------- | --- |
|          | 1                          | Villino Travaglini                    | Il villino, con ingresso sul viale della Giovine Italia 11, mostra i caratteri propri della residenza signorile. È riconducibile all'attività dell'architetto Torquato Del Lungo e databile agli anni ottanta dell'Ottocento. |
|          | 2- 4- 6- 8- 10- 12- 14- 16 | Complesso delle Murate                | Nel 1424 il complesso, intitolato alla Santissima Annunziata e a Santa Caterina, accolse le monache di clausura cosiddette "murate" (o recluse volontarie), trasferitesi dalle cellette del ponte di Rubaconte. Il cenobio venne ristrutturato e ampliato prima nel 1471, a seguito di un incendio, poi nel 1571, dopo un'alluvione. Soppresso nel 1808, fu poi ristrutturato dall'architetto Domenico Giraldi nel 1845 ed usato come carcere fino agli anni ottanta. Una ristrutturazione ne ha ricavato residenze popolari, negozi, bar e ristoranti. |
|          | 14                         | Tabernacolo di Paolo Schiavo          | Sul muro esterno delle Murate, nei pressi di quella che era l'aula bunker e che si avvia a divenire il terzo lotto ristrutturato, si trova un'alta lunetta con un affresco dell'Annunciazione, attribuita a Paolo Schiavo e riferibile alla prima metà del Quattrocento. |
|          | s. n.                      | Cappella di Santa Maria della Neve    | La cappella di Santa Maria della Neve, facente parte del complesso delle Murate, risale agli ultimi decenni del Cinquecento; di essa rimane la facciata con portale centrale e il corpo fabbricato. |
|          | 7                          | Villino Virginio                      | Si tratta di un villino ottocentesco di disegno neoclassico, a soli due piani ma con un notevole sviluppo di questi in altezza, a comunicare con immediatezza gli agi della proprietà. Il piano terreno presenta una successione di pilastri a finto bugnato, il primo tre finestroni chiusi da balaustre e affiancati da lesene binate d'ordine ionico. Tutto l'edificio è stato restaurato con cura. |
|          | 11                         | Casa                                  | All'angolo con via delle Casine una casa dal carattere ordinario, ha un antico pilastro d'angolo, su cui si trovano le memorie delle alluvioni del 1547 e del 1844. Guardando in alto, ad altezza più che doppia, si vede anche la targa che ricorda quella del 1966. |
|          | 13                         | Casa                                  | Con altro ingresso in via delle Casine 25, l'edificio forma un acuto sprone tra le due strade, evidentemente riconfigurato nei prospetti e soprelevato, ma che nell'insieme dei suoi volumi rende ragione alla denominazione della strada "delle casine", appartata e caratterizzata da abitazioni architettonicamente modeste. Si segnala l'edificio per la presenza sulla cantonata di una piccola edicola in pietra serena, oltremodo abrasa, di fattura seicentesca. Rimasto a lungo disadorno il tabernacolo accoglie dal 2003 una pittura murale di Alan Pascuzzi raffigurante la Resurrezione. |
|          | 15-17                      | Villino                               | L'edificio, di chiaro impianto ottocentesco e di disegno neoclassico, è stato probabilmente costruito in anni prossimi a quelli del villino Virginio: come questo è a soli due piani ma con un notevole sviluppo in altezza. Il piano terreno presenta due portoni e finestre incorniciate da un finto bugnato, il primo finestre ora coronate da timpani, ora da specchiature con festoni d'alloro, ora da archi includenti una conchiglia, il tutto nel rispetto di un disegno misurato e caratterizzato da precise simmetrie. Tutto l'edificio è stato restaurato con cura, in modo da esprimere quel decoro borghese a cui il disegno d'insieme è ispirato. |
|          | 22                         | Casa                                  | Si tratta di una casa posta davanti a quella che fu la chiesa dei santi Jacopo e Lorenzo, a quattro piani e tre assi, con l'ingresso decentrato a destra. Il prospetto appare riconfigurato tra Settecento e Ottocento e, al primo piano, presenta architravi ingentilite da rilievi a festoni. Sopra al portone è uno scudo con arme non identificata. Sulla rosta in ferro sono le iniziali I e M. |
|          | 27                         | Ex Teatro Brendel                     | Si trova qui l'ingresso posteriore dell'ex teatro Brendel, o teatro dell'Accademia dei Fidenti, dove recitò Eleonora Duse. L'ingresso principale era su via delle Casine 31. Oggi l'edificio ospita lo studio di un architetto. |
|          | 30                         | Palazzo Vivarelli Colonna             | All'angolo con via delle Conce si trova il Palazzo Vivarelli Colonna, con un grande stemma d'angolo. Il palazzo era di proprietà del Comune di Firenze e il suo giardino, impreziosito da una fontana a muro, è stato aperto come giardino pubblico prima di essere messo in vendita. |
|          | 33                         | Ex chiesa dei Santi Jacopo e Lorenzo  | Fu edificata nel 1542 dall'architetto Antonio Lupicini, ed era annessa ad un antico convento di suore francescane, fondato nel 1363, che occupava l'isolato fra via delle Conce, vie dei Conciatori e via delle Casine. L'interno presenta un matroneo superiore da dove le clarisse, successive residenti della struttura, potevano assistere alle funzioni, separate dai fedeli. Dopo la soppressione napoleonica del 1808, la chiesa col convento venne assegnata alla compagnia dei Librai e Stampatori, intitolandosi così anche a "San Giuliano dei Librai". |
|          | 35-37                      | Palazzo                               | L'edificio denota una certa nobilità ottocentesca, con un grande fronte su nove assi con ben cinque portali (tre sono destinati a fondi commerciali) e decorazioni a bugnato in pietra e finta pietra. Interessante è il giardino interno, a cui si arriva da un androne con alcune colonne. |
|          | 42                         | Casa di Santa Maria Novella           | Si tratta di un edificio modesto anche se di antica fondazione, con il prospetto organizzato su due assi per quattro piani, più un corpo in soprelevazione realizzato nel Novecento. Lo si segnala per la presenza, al terreno, di un pietrino a scudo con le insegne proprie dell'Ordine Domenicano (troncato in scaglione di nero e d'argento), accompagnato dalle lettere SMN ad indicare come un tempo l'immobile fosse di proprietà del convento di Santa Maria Novella. |
|          | 42r                        | Casa con pietrino                     | L'edificio in angolo con Borgo Allegri, sviluppato principalmente su tale strada, presenta però sopra al portale su via Ghibellina un pietrino circolare, scarsamente leggibile ma verosimilmente dello spedale di San Matteo, del quale resta chiaro il numero d'inventario alla base, che si riferiva ai registri dell'istituzione religiosa che possedeva e amministrava lo stabile. |
|          | 49r                        | Casa                                  | L'abitazione, in angolo con via delle Conce, ha un piccolo tabernacolo su questo lato della strada, contenente oggi una statua di Maria e situato all'altezza del primo piano. |
|          | 50                         | Casa                                  | Sul portale della casa di segnala un pietrino con la sigla ME delle Murate e il numero 25. |
|          | 51                         | Ex manicomio di Santa Dorotea         | L'edificio era una proprietà della famiglia Zati, mantenuta fino al 1632 e, dopo questa data, destinata a ospitare un istituto per l'educazione delle fanciulle. Dopo essere stato per un breve periodo di tempo utilizzato come caserma, nel 1754, assieme ad altre case limitrofe acquistate poco dopo, il complesso fu adattato ad ospitare il primo manicomio toscano, intitolato (così come il precedente istituto di educazione) a santa Dorotea, che qui rimase fino al 1754 (secondo Fantozzi fino al 1787, quando i malati furono trasferiti allo spedale di Bonifazio). |
|          | 41r                        | Casamento                             | Si tratta di un esteso casamento che all'esterno non presenta particolarità architettoniche e si propone sulla via con un fronte organizzato sull'angolo con via de' Macci su quattro piani per sei assi, chiaramente riconfigurato nel corso dell'Ottocento. La segnalazione vale per la presenza, dal lato di via Ghibellina, sull'accesso al fondo segnato 41 rosso, di un pietrino parlante che dichiara il luogo (probabilmente riferendosi a questi ambienti terreni) delle "Monache di San Francesco", con evidente richiamo al vicino monastero e spedale di San Francesco de' Macci. Nelle carte di locazione el monastero all'Archivio di Stato di Firenze è citato qui ("al Canto alla Mela") una bottega a uso di fornaio, ed è singolare che ancora oggi vi abbia sede un forno. |
|          | 53                         | Casa                                  | Si tratta di una antica casa a schiera a due assi, attualmente sviluppata su quattro piani, con un fronte decisamente nobilitato da un intervento ottocentesco che lo ha reinterpretato in chiave neomedievale con larga profusione di elementi in pietra artificiale. All'altezza del primo piano, tra due finestre ad arco, è uno scudo con un'arme segnata da due mori affrontati e da un giglio, forse riconducibile alla famiglia Moriani. |
|          | 57                         | Palazzina Alli Maccarani              | La palazzina presenta un fronte ridisegnato nella seconda metà dell'Ottocento, ma senza dubbio è di ben più antico impianto, come indicano il portone quattrocentesco e vari elementi dell'androne e delle scale (ma alcuni ricostruiti in stile). Nello stesso androne, che immette in una piccola corte con giardino, alcune memorie novecentesche di membri della famiglia Alli Maccarani che tuttora ha la proprietà dell'edificio. Sopra il portale un pietrino solo parzialmente leggibile: "Delle monache di S"... Per analogia con altri simili potrebbe essere riferibile al monastero di San Francesco de' Macci. |
|          | 61                         | Casamento                             | Si tratta di un casamento su tre piani per sette assi, con un portale centrale che immette anche su alcune abitazioni affacciate, sul retro, sul giardino di Borgo Allegri. Curiosa è la decorazione delle ghiere metalliche dei due portali laterali per esercizi commerciali: in quello di sinistra si vede uno scudo araldico con un aquilotto, in quello di destra una rappresentazione di Shiva danzante ("Nataraja"), l'unica rappresentazione induista sulla pubblica via del centro di Firenze, dopo la scomparsa delle decorazioni orientali del Villino Vidya. |
|          | 63r                        | Antica macelleria di Alfredo Nencioni | Una grande insegna marmorea, tra le meglio conservate della città, ricorda come qui esistesse una macelleria, di tale Alfredo Nencioni, il quale l'aveva rilevata da qualcun altro, come si deduce dalle lettere cancellate ma riaffiorate. Oggi in questo fondo si trova un negozio di libri usati. |
|          | 65                         | Casa                                  | L'edificio è segnalato nel repertorio di Bargellini e Guarnieri per "una certa nobiltà architettonica". In effetti il palazzo, organizzato su tre piani e sette assi, presenta una facciata riconducibile a un tradizionale quanto misurato disegno quattro cinquecentesco: al piano terreno si imposta il portone affiancato da due finestre, mentre ai piani superiori queste si presentano allineate su un semplice ricorso in pietra e con cornici ad arco. Nel recente restauro sono stati tinteggiati gli elementi in pietra. |
|          | 69                         | Casa del boia                         | L'edificio, a quattro piani, è posto alla sbocco di via Michelangelo Buonarroti, e determina le cantonate sulle vie delle Pinzochere e di San Cristofano, ed è noto tradizionalmente come la "casa del boia", per essere stata a lungo abitazione dell'esecutore ufficiale delle condanne capitali in città. |
|          | 70                         | Casa Buonarroti                       | Il museo dedicato a Michelangelo è situato all'angolo con via Buonarroti. Il palazzo fu fatto costruire dal pronipote del grande scultore, Michelangelo il Giovane, nel 1612, che raccolse qui una collezione di opere dell'illustre avo e fece decorare la galleria del primo piano con affreschi sulla vita di Michelangelo, eseguiti da alcuni importanti pittori dell'epoca come Artemisia Gentileschi. Le opere più interessanti sono le sculture giovanili del grande maestro, come la Madonna della Scala, di impostazione donatelliana, e la Centauromachia nella quale invece sono già presenti tutti i segni tipici dello stile che lo renderà famoso: precisione anatomica, senso del movimento e del volume dei corpi, bellezza della composizione. Sono esposti a rotazione anche numerosi disegni, nonché il progetto per la facciata incompiuta della basilica di San Lorenzo. |
|          | 71-73-75                   | Palazzo Guicciardini Corsi Salviati   | La costruzione, così come oggi si presenta, fu terminata nel 1697 su commissione di Cosimo del Sera e progetto dell'architetto Pietro Paolo Giovannozzi. Successivamente la proprietà passò ai Corsi (che nel 1816 riordinarono l'edificio e ne rinnovarono integralmente l'arredamento) e, per via ereditaria, ai Corsi Salviati e quindi ai Guicciardini Corsi Salviati. Singolare è il disegno del frontone alle finestre del piano terreno (e lo stesso potrebbe dirsi del finestrone aperto sul terrazzino che corona il portone), che dice "unico a Firenze", e comunque interpretabile come derivazione da modelli buontalentiani. |
|          | 80                         | Casa                                  | Una delle case popolari a schiera di questa zona (cinque piani su quattro assi) si distingue per la presenza al piano terra, sotto una finestra che dà luce all'androne, di una buchetta del vino tamponata. |
|          | 81                         | Palazzo Salvetti Sebregondi           | Per quanto di più antiche origini, il palazzo presenta caratteri definiti tra la fine del Cinquecento e gli inizi del secolo successivo su progetto del cavalier Lorenzo Sirigatti, che unificò e ridisegnò le preesistenze su commissione dei Della Fonte. Come proprietà di questa famiglia la casa è ricordata da Francesco Cinelli per le opere d'arte contenutevi, e in particolare per essere "adornata di molte statue fra le quali vi è una testa di marmo d'una Cleopatra tenuta in pregio, un'altra d'una femmina, ed una d'un Console molto belle, ne di questa è men vaga quella d'un Seneca". |
|          | 83                         | Casa De Fabris                        | L'edificio si propone, per quanto riguarda il disegno del piano terreno, con elementi che rimandano a un originario disegno quattro cinquecentesco, ma per il resto appare completamente rimodernato. Nonostante il suo scarso rilievo architettonico è tuttavia ricordato nella letteratura per essere stato casa dell'architetto Emilio De Fabris, che qui morì il 28 giugno 1883, come dichiara la lapide posta dal Municipio di Firenze sul prospetto principale, a ricordarlo quale autore della facciata di Santa Maria del Fiore, "fronte da secoli desiderata". |
|          | 85                         | Casa Jacometti Ciofi                  | Si tratta di un edificio a quattro piani, originariamente a due assi (ma al primo piano è ora un'unica grande finestra), dipendenza del palazzo attiguo. |
|          | 87                         | Palazzo Jacometti Ciofi               | Palazzo Jacometti-Ciofi è un bell'esempio di residenza signorile settecentesca, con un portale decorato da due colonne monolitiche di granito fatte pervenire appositamente da Roma all'epoca del proprietario marchese Baldinucci, tesoriere papale. Oggi ospita, fra l'altro, la prestigiosa Enoteca Pinchiorri. |
|          | 88                         | Palazzo Gherardi                      | Già della famiglia Gherardi, quindi dei Curadossi e infine dei Picchi, il grande edificio si estende con i suoi tre piani fino all'angolo di via de' Pepi, proponendosi con un fronte principale organizzato su ben dieci assi. Nonostante le dimensioni il disegno è di sobria e misurata euritmia, com'è tipico dell'architettura fiorentina del Quattrocento, periodo al quale devono essere riferite le forme che Guido Carocci segnala come "elegantissime". |
|          | 89                         | Casa natale di Giovanni da Verrazzano | Il fronte dell'edificio su via Ghibellina presenta caratteri della prima metà dell'Ottocento in tutto simili a quelli propri del prospetto su via Giovanni da Verrazzano. |
|          | 93                         | Ex-palazzo Della Ripa                 | La palazzina odierna si erge su cinque piani più un attico, eretta sull'angolo tra via Verdi e via Ghibellina (canto degli Aranci), costruita nel 1961-1962. Il carattere moderno dell'edificio non meriterebbe particolari note se non per la notevole storia del luogo, dove era un'antica costruzione caratterizzata da un ampio giardino, più volte ricordata dalla letteratura come luogo deputato al ritrovo di 'poeti improvvisatori', restaurata e ingrandita nel 1835 dall'architetto Niccolò Matas. Nonostante i tentativi di salvare l'edificio, esso fu demolito. |
|          | 108r-114r                  | Casamento                             | L'edificio, in angolo con via Verdi 20, mostra qui il lato minore con tre piani su tre assi (contro i ben nove assi su via Verdi) e presenta una sobria decorazione neomanierista, con portone ad arco, cantonata rinforzata da bugne e finestre con cornici in pietra allineate sui marcadavanzali. Si segnala sulla cantontata la presenza di una piccola edicola votiva, oggi contenente un rilievo della Madonna col Bambino e san Giovannino, probabilmente in gesso. |
|          | 95-101                     | Teatro Verdi                          | All'angolo con via Giuseppe Verdi si trovava il Carcere delle Stinche, risalente al Trecento e demolito nell'Ottocento per far posto al grande teatro odierno, che all'inizio si chiamava Teatro Pagliano (da Girolamo Pagliano, un ex-baritono promotore del progetto) e che fu dedicato a Giuseppe Verdi solo nel 1901. Fra i più grandi teatri d'Italia dell'epoca, con cinque ordini di palchi, fu inaugurato nel 1854 e da allora non ha mai interrotto la sua attività, prima essenzialmente come teatro lirico (qui fu rappresentata la prima del Rigoletto quando ancora si intitolava Il Viscardello), poi gradualmente ampliando il raggio di rappresentazioni, dall'operetta alla musica leggera e jazz (dal dopoguerra), dal teatro leggero e la rivista fino alla musica sinfonica del Maggio Musicale Fiorentino e al balletto. Dal 1998 è gestito dalla Fondazione Orchestra Regionale Toscana. |
|          | 104                        | Casa Niccolini                        | L'edificio, ridotto nell'Ottocento con il consueto intervento nobilitante a parare il piano terreno con bozze di pietra artificiale, costituisce la cantonata con via Matteo Palmieri. Sul canto è un tassello di marmo che segna il confine di Mercato. Sul fianco che guarda a via Matteo Palmieri sono due scudi qui trasferiti da altre case (è evidente la collocazione decisamente impropria) che fanno riferimento a due famiglie del quartiere di Santa Croce, gonfalone Ruote, quella dei Miniati di Dino (alla banda accompagnata in capo da una stella a otto punte, e in punta da un crescente montante) e dei Lottini (al leone d'oro, tenente con le branche anteriori un ramoscello). |
|          | 116r-122r                  | Casamento                             | Con ingresso principale su via Verdi 7, l'edificio è il tipico casamento ottocentesco, lungo ben sette assi (più uno dipinto a trompe-l'oeil) su via Verdi e quattro su via Ghibellina per tre piani, peraltro privo di particolari elementi decorativi, a eccezione di alcuni balconcini all'ultimo piano su via Ghibellina, elemento abbastanza raro nel dcentro storico. Si segnala comunque la presenza sulla cantonata di uno stemma araldico, benché oramai illeggibile. |
|          | 96                         | Palazzina                             | Si tratta di un fabbricato, già segnalato da Carlo Cresti nel suo repertorio sull'architettura Liberty a Firenze, che si sviluppa su quattro piani e che presenta vari accenni a modelli decorativi in stile floreale (ma si potrebbe in questo caso parlare, secondo la formula coniata da Rossana Bossaglia, di 'eclettismo di ritorno'). Si vedano, in particolare, le elaborate ringhiere dei terrazzini del secondo piano e i motivi in pietra artificiale del parapetto della balconata al primo piano. L'interesse, più che nella qualità dei singoli elementi, risiede comunque nella rarità di edifici in tale stile nell'area, viceversa ben documentati nei quartieri oltre i viali sviluppatisi nei primi decenni del Novecento. Sul lato di via della Rosa, sebbene con un aggetto molto modesto, l'edificio presenta uno sporto, probabilmente prodotto dal rispetto di un'antica preesistenza. |
|          |                            | Tabernacolo delle Stinche             | All'angolo con via Isola delle Stinche si trova il grande tabernacolo dipinto da Giovanni da San Giovanni (1616 circa) e dedicato ai carcerati delle Stinche. Vi è raffigurato il senatore Girolamo Novelli che alla presenza di Gesù Cristo e di due magistrati paga il riscatto per un carcerato. Venne risistemato nell'Ottocento dall'architetto Luigi Cambray-Digny. |
|          | 102                        | Palazzo Salviati Quaratesi            | La grande fabbrica determina l'angolo con via Matteo Palmieri e si propone, con il grande fronte su via Ghibellina, come costituita da due corpi ben differenziati. Il più antico è l'imponente edificio posto d'angolo, di origine trecentesca, come dichiara il severo paramento in pietra forte, seppure variamente ampliato e trasformato nei secoli XVI e XVII. Su questo ricorrono più volte gli scudi con l'arme della famiglia Salviati, antica proprietaria. Nel Seicento fu prima dei Franceschi (dal 1648), quindi degli Strozzi (dal 1662). Questi ampliarono la proprietà sempre sul fronte di via Ghibellina, determinando la porzione dove ora è il monumentale portone d'accesso all'intero edificio, incorniciato da bugne rilevate e coronato dall'arme della famiglia. La proprietà passò poi nell'Ottocento ai Quaratesi. |
|          | 105                        | Casamento                             | Si tratta di casamento abbastanza esteso, su quattro piani per cinque assi. L'unico elemento che ne tradisce la possibile storia esternamente è la presenza, sui battenti del portoncino centinato, di due maniglie con la croce di Pisa o di Malta, a indicare la possibile appartenenza dell'edificio, in antico, a uno dei due ordini cavallereschi presenti in città: l'Ordine di Santo Stefano o la commenda del Santo Sepolcro dei cavalieri Ospitalieri. |
|          | 108                        | Casa con tabernacolo                  | L'edificio, in angolo con via delle Seggiole, è segnalato nel repertorio di Bargellini e Guarnieri in ragione di un restauro (effettuato nei primi anni settanta del Novecento e segnalato dalla Soprintendenza ai Monumenti per il premio Marchi) che, al piano terreno, ha portato in luce alcune strutture di una casa trecentesca, nel Cinquecento documentata come della famiglia Bruni (Ermini-Sestini). Su lato di via delle Seggiole, in prossimità della cantonata, è una edicola quadrangolare con il vano centinato, di manifattura ottocentesca ma poggiante su di un davanzale sorretto da due mensole antiche, che conserva un pregevole stucco policromo raffigurante la Madonna col Bambino benedicente, riferibile a manifattura fiorentina tardo quattrocentesca e probabilmente derivato da un modello della bottega di Desiderio da Settignano. L'insieme, già restaurato nel 1997 dalla ditta P.T. Color per interessamento dei residenti nella casa e poi rimosso per ragioni di sicurezza, è stato nuovamente fatto oggetto di un intervento nel 2004 per le cure degli Amici dei Musei Fiorentini con il contributo dell'Ente Cassa di Risparmio di Firenze, e ricollocato nella sua sede originaria. |
|          | 109                        | Casa                                  | L'edificio presenta una facciata di quattro piani organizzata su quattro spaziosi assi di modo che, nonostante il disegno sia sufficientemente corrente, si distingue dalle altre case che segnano questo tratto della via, su questo lato decisamente modeste. Sul fronte è una lapide posta dal Comune nel 2009 in ricordo di come qui, nell'agosto del 1944, Sandro Pertini, clandestino e condannato a morte, fosse stato fraternamente accolto dalla famiglia Bertoletti. |
|          | 110                        | Palazzo Borghese                      | Il grande palazzo fu eretto per la famiglia patrizia dei Salviati nel Quattrocento. Passò ai Borghese in seguito al matrimonio alla fine del Settecento fra Anna Maria Salviati ed il principe romano Marcantonio IV Borghese. Il figlio della nobile coppia, Camillo Borghese, il cui stemma campeggia sulla facciata, fu sposato, seppure per un breve lasso di tempo, alla sorella di Napoleone, Paolina Bonaparte, con la quale visse sporadicamente in città. Dopo la separazione e la caduta dell'Impero, il Principe Camillo tornò a Firenze e fece ristrutturare il palazzo da Gaetano Baccani (1822), con grande profusione di mezzi. |
|          | 111                        | Casa                                  | Si tratta di un edificio di edilizia popolare, sopraelevato fino a cinque piani per due soli assi lungo la strada. Sopra il portoncino centinato si distingue la presenza di un pietrino che, per quanto poco leggibile, sembra presentare uno stemma cappato, tipico dell'Ordine Domenicano o di quello Carmelitano. Per la presenza di un altro simile nella via, l'interpretazione farebbe prepondere per un segnacolo apposto dai Domenicani di Santa Maria Novella, che dovettero possedere in antico l'edificio. |
|          | 112                        | Casa della Badia Fiorentina           | La palazzina, dall'aspetto piuttosto anonimo e recente, presenta un fronte riconfigurato nell'Ottocento, organizzato su sei assi per quattro piani. Mostra sopra l'apertura al 190 rosso uno stemma entro una cornice barocca, appartenente alla vicina Badia Fiorentina, rivelando l'antico possesso dell'edificio. Si tratta dello stemma di Ugo II di Toscana, benefattore del monastero, che campeggia anche nell'ingresso a capo della via. |
|          | 115                        | Casa                                  | La casa ha un fronte di cinque piani su quattro stretti assi, modesto al pari di altri edifici di questo tratto della via. Qui abitò da ragazzo, con la famiglia, negli ultimi anni dell'Ottocento, lo scrittore Giovanni Papini. L'amico Ettore Allodoli ha documentato del piccolo appartamento le tristi condizioni abitative, lasciandoci testimonianza del carattere misero e popolare proprio di molte case del quartiere: "(La casa aveva) una scala tortuosa, un numero spaventoso di scalini stretti e fitti, incassata tra le pareti, che se uno scendeva mentre un altro saliva bisognava aspettare l'incrocio nel piccolo spazio di un pianerottolo (...). Uno stabile lungo e stretto, a cinque piani, ma il quinto dalla strada non si vedeva, né ora si vede, messo lassù come un rifugio di fortuna per anime in soprannumero, in un gran mare di tegoli (...). La famiglia Papini stava al quarto, undici scalini più giù. In voltare. Luce elettrica poco o niente, candele a mano. Le poche lampadine da presepe erano sempre spente; forse per una clausola del contratto di locazione, data la severa regolarità con cui tutti si guardavano bene dal sostituirle o dal farle accendere. Un paio di finestrelle era come se non ci fossero. Tutti motivi per i quali in ogni ora del giorno, ma la sera specialmente, lungo quella specie di campanile laico era tutto un chiamare e un rispondere di voci di ragazzi e di adulti; le prime per chiedere se qualcuno scendesse, le seconde per assicurare che 'sì, ora si viene', 'non c'è nessuno, non aver paura!'. Paura un po' di tutto: del buio, degli spiriti, dei ladri, e della gran tristezza che scendeva e saliva su quelle pareti con un senso come di luogo disabitato chissà mai da quanti anni, delle troppe porte chiuse, tutte piccole e scure come quelle delle sagrestie". |
|          | 121                        | Palazzo Baroncini                     | Ai primi del Quattrocento esisteva in questo luogo un palazzo dei Torelli di Prato che, nel 1496, passò di proprietà ai Soderini. Nel 1731 pervenne ai Baroncini che lo ridussero, più tardi, alla forma presente. Di belle forme, presenta un disegno che è stato avvicinato allo stile di Giovanni Battista Foggini. Walther Limburger, che invece lo riferisce alla maniera di Gherardo Silvani, segnala all'interno un bel cortile del Trecento; studi più recenti hanno attribuito, su base documentaria, la facciata a Bernardino Ciurini. |
|          | 123                        | Palazzo Borghese-Aldobrandini         | Il palazzo presenta un fronte di disegno riconducibile alla prima metà dell'Ottocento, con sulla porta un grande scudo con l'arme della famiglia Borghese, sorretto da due aquile e sormontato da una corona principesca in ferro battuto. Si segnala l'ampio androne arricchito di una statua. |
|          | 125                        | Palazzo Covoni                        | L'edificio è documentato nel Trecento come della famiglia Covoni, che aveva varie proprietà in questa zona tanto da determinare la denominazione del luogo come canto de' Covoni. L'edificio attuale è da considerare frutto di una riunificazione attuata nella prima metà del Cinquecento di varie case preesistenti. A documentare le più antiche origini, sulla cantonata con via dell'Acqua, è un antico pilastro in pietra forte, con una campanella e un anello portatorcia in ferro battuto. Nel corso dei restauri che hanno interessato l'edificio negli anni novanta del Novecento, oltre al recupero di vari soffitti con robuste e imponenti travature di legno, sono stati portati alla luce importanti pitture murali trecentesche, in un caso con una teoria di stemmi relativi alle più importanti dinastie regnanti all'epoca, a testimonianza dei legami che la famiglia dei mercanti Covoni aveva con principi e re di tutta Europa. |
|          | 154r                       | Casa Neroni da Montecchio             | L'edificio, in angolo su via del Crocifisso 1, ha fronte che un malridotto scudo di pietra, isolato dopo l'intervento di totale rifacimento della costruzione condotto agli inizi del Novecento. |
|          |                            | Tabernacolo del Bargello              | Alla cantonata del palazzo del Bargello con via dell'Acqua sta il grande tabernacolo con edicola neogotica (del 1859, concomitante all'istituzione del Museo nazionale), che conserva un affresco staccato di Fabrizio Boschi raffigurante San Bonaventura che visita i carcerati (1588). Ricordava l'antica tradizione del giorno di san Bonaventura (15 luglio) quando le porte del palazzo venivano aperte alle confraternite, alle compagnie di Carità e ai semplici cittadini che volevano donare cibo, vestiario ed elemosine ai detenuti. |
|          |                            | Palazzo del Bargello                  | Fu il primo edificio pubblico della città, eretto fra il XIII e il XIV secolo per il Capitano del Popolo. Bargello significava sbirro e il nome risale a quando dal 1574 divenne sede del Capitano di Giustizia, capo della polizia cittadina, e sede della carceri (mentre il governo cittadino si era spostato a Palazzo Vecchio). Dal 1865, in occasione delle celebrazioni dantesche fu aperto al pubblico come Museo Nazionale, con le importantissime collezioni di scultura rinascimentale, nonché di arte applicata (ceramica, vetro, armature, medaglie, avori, tessuti, eccetera). |

### Lapidi
All'inizio della strada, vicino alle Murate si trova una targa dei Signori Otto illeggibile, ma nota da trascrizioni:
| A DÌ XVII DI GIVGNIO MDCXVI LI SPLI SS. OTTO DI BALIA DELLA CITTÀ DI FIRENZE PROHIBIS.O CHE INTORNO AL MONAST.O DLL.E MONACHE DELL.E MVRATE ET VICINO A QVELLO A BRAC.A C.o NÉ VI SI GIOCHI Ṗ ALCVNO ET FAN CIVLLI ALLA PALLA NÉ A QVALSIVOGLIA ALTRO GIOCO ET DI NOTTE NON VI SI SONI NÉ CANTI CANZONE ET ALTRO ET ANCOR.A SI PROIBISCE NON POTERE SCARICARE CALCINACCI NÉ ALTRA IN MONDIZIA SOTTO PENA DEL.A CATTVRA ET DEL ARBITRIO LORO. |

La traslitterazione corrente è: «A dì 17 di giugno 1616 gli spettabili Signori Otto di Balìa della città di Firenze proibiscono che intorno al monastero delle monache delle Murate e vicino a quello a braccia cento né giochi alcuno né fanciulli, alla palla né a qualsivoglia altro gioco e di notte non vi si soni né canti
canzone et altro et ancora si proibisce (non potere) scaricare calcinacci né altra immondizia sotto pena della cattura e dell'arbitrio loro».
Una targa al n. 87 ricorda la casa dove morì Emilio De Fabris, l'architetto che costruì la facciata del Duomo di Firenze.
| A QUESTA CASA DOVE MORÌ IL XXVIII GIUGNO DEL MDCCCLXXXIII EMILIO DE FABRIS IL QUALE ORNANDO SANTA MARIA DEL FIORE DELLA FRONTE DA SECOLO DESIDERATA DIE' COMPIMENTO A UN TEMPO CH'È GLORIA DELL'ARTE E MERAVIGLIA D'ITALIA IL MUNICIPIO DI FIRENZE POSE UNA MEMORIA D'AFFETTO CITTADINO E DI PATRIA GRATITUDINE. | Targa su Emilio de Fabris |

All'angolo con via de' Macci una targa ricorda il Canto alla Mela, dove è scolpito il frutto in questione e un tralcio con alcuni grappoli, in sostituzione di un antico tabernacolo perduto che mostrala la Madonna col Bambino e una mela. Qui si riuniva la "Potenza del Duca alla Mela" una delle cosiddette Potenze festeggianti, gruppi rionali dai nomi altisonanti che organizzavano feste e celebrazioni, e che spesso erano in forte rivalità tra loro.

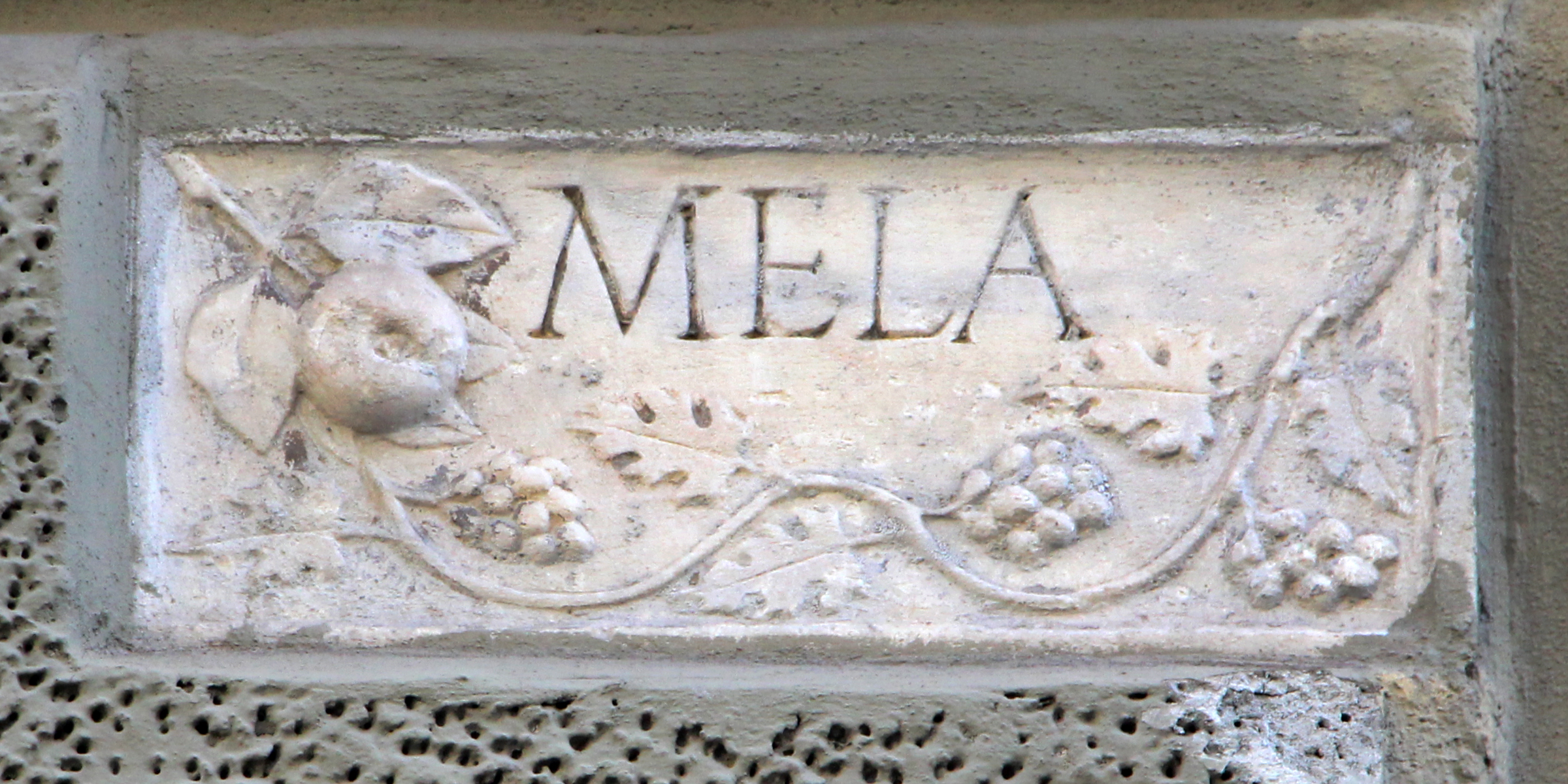
Canto alla Mela

Sulla casa al 109, la lapide dedicata a Sandro Pertini, porta nel 2009:
| CLANDESTINO, CONDANNATO A MORTE, NELL'AGOSTO DEL 1944 NEGLI ULTIMI GIORNI DELL'OCCUPAZIONE NAZIFASCISTA SANDRO PERTINI FUTURO PRESIDENTE DELLA REPUBBLICA QUI DIMORÒ, FRATERNAMENTE ACCOLTO DALLA FAMIGLIA BERTOLETTI, PARTECIPANDO ALLA LIBERAZIONE DELLA CITTÀ FINO AL GIORNO IN CUI UDÌ IL SUONO DELLA MONTANINA DEL BARGELLO IL COMUNE DI FIRENZE NELL'ANNO 2009 |

Vicino all'ingresso del cortile del Bargello era presente una targa illeggibile, ma nota, che vietava assolutamente di disturbare le ultime ore dei condannati a morte assistiti dai confratelli della Croce al Tempio nella vicina cappella della Maddalena, dentro il palazzo; la targa oggi appare rimossa, ma ne restano i supporti in metallo:
| NIVNO ARDISCA ACCOST ARSI ALLA CAPPELLA MEN TRE VI SONO DESTINATI ALLA MORTE SOTTO QVELLA PENA PECVNIARIA ET AFFLIT TIVA CHE PARRÀ AL MAG ISTRATO DEGLI OTTO ET NESSVNO [...] VOMO GARZONE VI INT RODUCA ALCVNO SOTTO LA SVDDETTA O MAGGIOR PENA |

Un'altra targa poi si trova vicino all'angolo del palazzo, presso la torre, anche questa scarsamente leggibile ma nota da trascrizioni, che raccomanda precauzioni necessarie contro il rischio di incendi, anche prevenendo anche i casi malintenzionati, di "qualsiasi grado e condizione", a "rigoroso arbitio dei Magistrati loro":
| A DÌ 26 GENN 1771 LI SPETTABILI SS OTTO DI GVARDIA E BALIA DELLA CITTÀ DI FIRENZE PROIBIRONO A QVALVNQVE PERSONA DI QUALSIASI STRATO GRADO E CONDIÑE CHE IN AVVENIRE NESSVNO ARDISCA APPOGGIARE LEGNI NÉ VERVN ALTRA COSA COMBVSTIBILE, NÉ ACCENDERE O ACCOSTARE FVOCO ATTORNO LE MVRA PER OGNI PARTE DI QVESTO PALAZZO DI GIVSTIZIA FINO ALLA METÀ DELLA STRADA PVBLICA ALLA PENA DELLA CATTVRA CARCERE ET ARBITRIO RIGO DELL MAG LL |